# Samantha Johnson
Samantha Johnson (* 10. Juni 1991) ist eine US-amerikanische Fußballspielerin.

## Karriere

### Verein
Während ihres Studiums an der University of Southern California spielte Johnson von 2009 bis 2012 für die dortige Universitätsmannschaft der USC Trojans und lief parallel dazu in den Sommermonaten 2011 und 2012 für die W-League-Franchise der Los Angeles Strikers auf. Im April 2014 wurde sie von der Franchise der Chicago Red Stars unter Vertrag genommen und debütierte dort am 19. April 2014 im Spiel gegen Western New York Flash in der National Women’s Soccer League. Im September 2014 wechselte Johnson auf Leihbasis bis zum Jahresende zum australischen Erstligisten Sydney FC, die Saison 2016/17 verbrachte sie bei Melbourne Victory. Im Juni 2018 wechselte Johnson zum Utah Royals FC.

### Nationalmannschaft
Johnson durchlief ab dem Jahr 2006 die Nachwuchsnationalmannschaften der Vereinigten Staaten von der U-15 bis zur U-17, mit letzterer gewann sie bei der Weltmeisterschaft 2008 die Silbermedaille. Später befand sie sich noch im erweiterten Kader der U-18- und U-20-Nationalmannschaften, kam jedoch zumindest in der U-20 nicht mehr in offiziellen Länderspielen zum Einsatz.